# Dave Johnson (lekkoatleta)
Dave Johnson, właśc. David Alan Johnson (ur. 7 kwietnia 1963 w Missoula) – amerykański lekkoatleta (wieloboista), medalista olimpijski z 1992.

## Kariera sportowa
Zajął 9. miejsce w dziesięcioboju na igrzyskach olimpijskich w 1988 w Seulu. Zwyciężył w tej konkurencji na letniej uniwersjadzie w 1989 w Duisburgu. Na mistrzostwach świata w 1991 w Tokio nie ukończył ostatniej konkurencji (biegu na 1500 metrów) i został sklasyfikowany na 21. miejscu.
Przed igrzyskami olimpijskimi w 1992 w Barcelonie Johnson i Dan O’Brien byli uważani za głównych faworytów dziesięcioboju. Obaj lekkoatleci byli sponsorowani przez firmę Reebok, który wyprodukowała serię filmików reklamowych Dan & Dave pokazujących obu rywali, którzy mieli podzielić dwa pierwsze miejsca w Barcelonie. O’Brien jednak odpadł w amerykańskich eliminacjach przedolimpijskich (nie zaliczył żadnej wysokości w skoku o tyczce), a Johnson na igrzyskach doznał kontuzji stopy w pierwszym dniu dziesięcioboju. Kontynuował jednak zawody i ostatecznie zdobył brązowy medal (za Robertem Změlíkem z Czechosłowacji i Antonio Peñalverem z Hiszpanii).
Johnson był mistrzem Stanów Zjednoczonych w dziesięcioboju w 1986, 1989, 1990 i 1992, wicemistrzem w 1991 i brązowym medalistą w 1988. Jego rekord życiowy wynosi 8727 punktów i został ustanowiony 24 kwietnia 1992 w Azusie.